# Papuanska språk

Papuanska språk talas i det röda området. Beige är austronesiska språk, och grått är de australiska språkens ursprungliga område.

Papuanska språk eller papuaspråk är en informell beteckning på de drygt 800 språk på Nya Guinea med kringliggande öar som varken tillhör de austronesiska språken eller de australiska språken.  De papuanska språken är alltså inte en vedertagen språkfamilj, och deras klassificering är fortfarande omstridd.  Det som är någorlunda allmänt accepterat är att omkring 500 av språken hör ihop i en språkfamilj som kallas Trans-Nya Guineaspråk. Joseph Greenberg har föreslagit att de papuanska språken hör ihop med språken på Andamanerna och Tasmanien i en Indo-pacifisk språkfamilj men detta är synnerligen omstritt.